# Dolní Krupá (Boemia centrale)
Dolní Krupá è un comune della Repubblica Ceca facente parte del distretto di Mladá Boleslav, in Boemia Centrale.